# Lekkoatletyka na Letnich Igrzyskach Olimpijskich 1932 – sztafeta 4 × 100 m kobiet
Bieg sztafetowy 4 × 100 metrów kobiet – jedna z konkurencji lekkoatletycznych rozgrywanych podczas igrzysk olimpijskich w Los Angeles. Zawody odbyły się 7 sierpnia 1932 roku na stadionie Los Angeles Memorial Coliseum. Wystąpiły 24 zawodniczki z 6. krajów.

## Rekordy
|                   | Zawodniczki                                                       | Wynik | Miejsce   | Data                 |
| ----------------- | ----------------------------------------------------------------- | ----- | --------- | -------------------- |
| Rekord świata     | Kanada (Fanny Rosenfeld, Ethel Smith, Florence Bell, Myrtle Cook) | 48,4  | Amsterdam | 5 sierpnia 1928(dts) |
| Rekord olimpijski | Kanada (Fanny Rosenfeld, Ethel Smith, Florence Bell, Myrtle Cook) | 48,4  | Amsterdam | 5 sierpnia 1928(dts) |

## Terminarz
| Data            |       | Godzina |
| --------------- | ----- | ------- |
| 7 sierpnia 1932 | Finał | 17:30   |

## Wyniki
Z uwagi na fakt zgłoszenia się tylko 6 sztafet rozegrano tylko bieg finałowy.
| Pozycja | Państwo           | Zawodniczki                                                        | Czas | Uwagi |
| ------- | ----------------- | ------------------------------------------------------------------ | ---- | ----- |
| złoto   | Stany Zjednoczone | Mary Carew, Evelyn Furtsch, Annette Rogers, Wilhelmina von Bremen  | 47,0 | [ 1 ] |
| srebro  | Kanada            | Mildred Fizzell, Lillian Palmer, Mary Frizzell, Hilda Strike       | 47,0 | =     |
| brąz    | Wielka Brytania   | Eileen Hiscock, Gwendoline Porter, Violet Webb, Nellie Halstead    | 47,6 | [ 2 ] |
| 4       | Holandia          | Jo Dalmolen, Cor Aalten, Bep du Mée, Tollien Schuurman             | 47,7 | [ 3 ] |
| 5       | Japonia           | Mie Muraoka, Michi Nakanishi, Asa Dogura, Sumiko Watanabe          | 48,9 | [ 4 ] |
| 6       | Niemcy            | Grete Heublein, Ellen Braumüller, Tilly Fleischer, Marie Dollinger | 50,0 |       |